# Иван Велков (актьор)
Вижте пояснителната страница за други личности с името Иван Велков.
Иван Велков е български предприемач и политик и бивш актьор. Участва във филма Да обичаш на инат преди да замине за Китай, където завършва икономика в Пекин. След дългогодишен престой там, по-късно се прибира в България, и продължава да работи като консултант в сферата на недвижимите имоти и чуждестранните инвестиции. На изборите за общински съветници и кметове през 2015 е кандидат за кмет на София на Зелените и е избран за общински съветник и по-късно заместник-председател на Столичния общински съвет.

## Ранни години
Играе като момче ролята на Пламен във филма Да обичаш на инат. Иван Велков не успява да изгледа филма с негово участие поради това, че родителите му заминават на работа в Китай, където той завършва средното си образование и завършва икономика в Столичния икономически и бизнес университет в Пекин.. Поради това отказва роли в няколко други филма и телевизионни предавания.

## Професионална дейност
През 1999 г., след като работи години наред в Пекин като консултант за международни консултантски компании в Китай, Иван се прибира в България и започва работа като мениджър ключови клиенти и стратегически HR мениджър , а впоследствие става генерален мениджър на консултантската фирма за недвижими имоти Colliers International България . Иван Велков става последователно член (2007 г.), заместник-председател (2009 г.), а впоследствие и председател на Управителния и Национален съвет на Национално сдружение „Недвижими имоти“ НСНИ (2011 г.), както и председател на комисията по професионална етика в Сдружението (2014 г.) Понастоящем е член на Контролния съвет на НСНИ.  Води курсове и лекции в катедра „Мениджмънт на недвижимата собственост“ в УНСС, като хоноруван преподавател (от 2012 г.). Член е на УС на Фиабци България – Международната федерация на специалистите по недвижими имоти (от 2014 г.) През март 2017 е избран за председател на Управителния съвет на БГФМА – Българската фасилити мениджмънт асоциация (чийто член е от 2015 г.) 

## Политическа дейност
През 2014 г. завършва националната програма „Управленски умения“ на БУП, като част от мрежата на училищата за политически науки към Съвета на Европа. Същата година участва и като кандидат в изборите за Народни представители като кандидат на Зелените.. През 2015 г. е избран за шеф на предизборния щаб на Зелените, кандидат за кмет на София и водач на листата за общински съветници на същата партия.  Той е избран общински съветник с мандат 2015 – 2019. На първата сесия е избран за заместник-председател на Столичен общински съвет и заместник-председател на Комисията по опазване на околната среда, земеделие и гори.

## Семейство
Има четири деца – Велко, Владимир, Виктор и Александър. 

## Филмография
- Да обичаш на инат (1986) – Пламен